# Марокко на літніх Олімпійських іграх 2008
Марокко брала участь у Літніх Олімпійських іграх 2008 року в Пекіні (Китайська Народна Республіка) у дванадцятий раз за свою історію, і завоювала одну срібну та одну бронзову медалі медалі. 

## Срібло
- Легка атлетика, чоловіки, марафон — Джауад Гаріб.

## Бронза
- Легка атлетика, жінки, 800 метрів — Гасна Бенгассі.